# Lista de pinturas de Jorge Afonso
Esta é uma lista de pinturas do pintor português do século XVI Jorge Afonso.
Jorge Afonso foi nomeado pintor régio em 1508 constituindo a sua obra modelo de excepção da pintura portuguesa da primeira metade do século XVI, influenciando os outros mestres na forma e estilo de pintar sendo o Retábulo do Convento de Jesus a sua obra-prima.
A Jorge Afonso são atribuidos pela generalidade dos especialistas três grandes polípticos, não sendo conhecidos registos de outras pinturas que tenham sobrevivido. Os grandes retábulos são os seguintes:
- Políptico da Charola do Convento de Cristo, em Tomar;[2]
- Políptico do Convento da Madre de Deus, em Lisboa;[3]
- Retábulo do Convento de Jesus, em Setúbal.[1]

Os catorze painéis do Retábulo do Convento de Jesus constituem um dos conjuntos mais importantes da pintura portuguesa antiga pela enorme dimensão, pela sua integridade e estado de conservação e pela qualidade das pinturas.
| Imagem | Título                                                                 | Data de publicação | Parte de                                   | Coleção                                                                      | Localização                                     |
| ------ | ---------------------------------------------------------------------- | ------------------ | ------------------------------------------ | ---------------------------------------------------------------------------- | ----------------------------------------------- |
|        | Ressurreição (Convento de Jesus)                                       | 1517               | Retábulo do Convento de Jesus              | Antigo Edifício da Agência do Banco de Portugal                              | Antigo Edifício da Agência do Banco de Portugal |
|        | Adoração dos Magos (Convento de Jesus)                                 | 1517               | Retábulo do Convento de Jesus              | Antigo Edifício da Agência do Banco de Portugal                              | Antigo Edifício da Agência do Banco de Portugal |
|        | Anunciação (Convento de Jesus)                                         | 1517               | Retábulo do Convento de Jesus              | Antigo Edifício da Agência do Banco de Portugal                              | Antigo Edifício da Agência do Banco de Portugal |
|        | Aparição de um Anjo às Santas Clara e Inês de Assis e Coleta de Corbie | 1517               | Retábulo do Convento de Jesus              | Antigo Edifício da Agência do Banco de Portugal                              | Antigo Edifício da Agência do Banco de Portugal |
|        | Cristo e a Verónica                                                    | 1517               | Retábulo do Convento de Jesus              | Antigo Edifício da Agência do Banco de Portugal                              | Antigo Edifício da Agência do Banco de Portugal |
|        | S. Boaventura, S. António e S. Bernardino de Siena (Convento de Jesus) | 1517               | Retábulo do Convento de Jesus              | Antigo Edifício da Agência do Banco de Portugal                              | Antigo Edifício da Agência do Banco de Portugal |
|        | Apresentação do Menino do Templo (Convento de Jesus)                   | 1517               | Retábulo do Convento de Jesus              | Antigo Edifício da Agência do Banco de Portugal                              | Antigo Edifício da Agência do Banco de Portugal |
|        | Assunção da Virgem (Convento de Jesus)                                 | 1517               | Retábulo do Convento de Jesus              | Antigo Edifício da Agência do Banco de Portugal                              | Antigo Edifício da Agência do Banco de Portugal |
|        | Calvário (Convento de Jesus)                                           | 1517               | Retábulo do Convento de Jesus              | Antigo Edifício da Agência do Banco de Portugal                              | Antigo Edifício da Agência do Banco de Portugal |
|        | Cristo a ser pregado na cruz (Convento de Jesus)                       | 1517               | Retábulo do Convento de Jesus              | Antigo Edifício da Agência do Banco de Portugal                              | Setúbal                                         |
|        | Deposição da Cruz (Convento de Jesus)                                  | 1517               | Retábulo do Convento de Jesus              | Antigo Edifício da Agência do Banco de Portugal                              | Antigo Edifício da Agência do Banco de Portugal |
|        | Estigmatização de S. Francisco de Assis (Convento de Jesus)            | 1517               | Retábulo do Convento de Jesus              | Antigo Edifício da Agência do Banco de Portugal                              | Antigo Edifício da Agência do Banco de Portugal |
|        | Natividade (Convento de Jesus)                                         | 1517               | Retábulo do Convento de Jesus              | Antigo Edifício da Agência do Banco de Portugal                              | Antigo Edifício da Agência do Banco de Portugal |
|        | Santos Mártires de Marrocos (Convento de Jesus)                        | 1517               | Retábulo do Convento de Jesus              | Antigo Edifício da Agência do Banco de Portugal                              | Antigo Edifício da Agência do Banco de Portugal |
|        | Retábulo do Convento de Jesus                                          | 1517               |                                            | Antigo Edifício da Agência do Banco de Portugal Convento de Jesus de Setúbal | Setúbal                                         |
|        | Anunciação (Madre de Deus)                                             | 1515               | Políptico do Convento da Madre de Deus     | Museu Nacional de Arte Antiga                                                | Museu Nacional de Arte Antiga                   |
|        | Adoração dos Pastores                                                  | 1515               | Políptico do Convento da Madre de Deus     | Museu Nacional de Arte Antiga                                                | Museu Nacional de Arte Antiga                   |
|        | Adoração dos Reis Magos                                                | 1515               | Políptico do Convento da Madre de Deus     | Museu Nacional de Arte Antiga                                                | Museu Nacional de Arte Antiga                   |
|        | Aparição de Cristo à Virgem                                            | século XVI         | Políptico do Convento da Madre de Deus     | Museu Nacional de Arte Antiga                                                | Museu Nacional de Arte Antiga                   |
|        | Ascensão de Cristo                                                     | 1515               | Políptico do Convento da Madre de Deus     | Museu Nacional de Arte Antiga                                                | Museu Nacional de Arte Antiga                   |
|        | Assunção da Virgem                                                     | 1515               | Políptico do Convento da Madre de Deus     | Museu Nacional de Arte Antiga                                                | Museu Nacional de Arte Antiga                   |
|        | Pentecostes                                                            | 1515               | Políptico do Convento da Madre de Deus     | Museu Nacional de Arte Antiga                                                | Museu Nacional de Arte Antiga                   |
|        | S. Francisco entregando os Estatutos da Ordem a Santa Clara            | 1515               | Políptico do Convento da Madre de Deus     | Museu Nacional de Arte Antiga                                                | Museu Nacional de Arte Antiga                   |
|        | Ressurreição de Lázaro                                                 | 1510               | Políptico da Charola do Convento de Cristo | Convento de Cristo                                                           | Convento de Cristo                              |
|        | Jesus e o Centurião                                                    | 1510               | Políptico da Charola do Convento de Cristo | Convento de Cristo                                                           | Convento de Cristo                              |
|        | Entrada de Jesus em Jerusalém                                          | 1510               | Políptico da Charola do Convento de Cristo | Convento de Cristo                                                           | Convento de Cristo                              |
|        | Ressurreição de Cristo                                                 | 1510               | Políptico da Charola do Convento de Cristo | Convento de Cristo                                                           | Convento de Cristo                              |
|        | Ascensão de Cristo (Tomar)                                             | 1510               | Políptico da Charola do Convento de Cristo | Convento de Cristo                                                           | Convento de Cristo                              |